# Ewald Mendel
Ewald Jacob Friedrich Mendel (* 24. Oktober 1883 in Magdeburg, Deutsches Kaiserreich; † 3. Juli 1952 in Wiesbaden, Bundesrepublik Deutschland) war ein deutscher Zeitungsjournalist und Chefredakteur in Berlin.

## Leben
Ewald Mendel stammte wahrscheinlich aus einer jüdischen Familie. Seit 1903 schrieb er für verschiedene sozialdemokratische Zeitungen.
Seit 1905 berichtete er aus dem Ausland für mehrere deutsche Zeitungen.
1914 wurde Ewald Mendel Mitarbeiter der Berliner Morgenpost im Ullstein Verlag. 1918 und 1919 war er deren verantwortlicher Redakteur nach der Novemberrevolution.
Ende 1929 reichte der ehemalige Kaiser Wilhelm II. eine Verleumdungsklage gegen ihn ein, weil die Morgenpost  behauptet hatte, der Kaiser habe die Firma Krupp bei der Versorgung der deutschen Artillerie bevorzugt und andere Firmen behindert. Im März 1930 wurde das Urteil darüber gesprochen (Inhalt unbekannt).
1933 war Ewald Mendel wieder (oder immer noch?) Chefredakteur der Berliner Morgenpost, wurde jedoch noch  in jenem Jahr entlassen und erhielt Publikationsverbot.
1947 gründete Ewald Mendel mit Georg Honigmann die Boulevardzeitung Berlin am Mittag im sowjetischen Sektor und wurde deren Chefredakteur. Diese wurde im folgenden Jahr auf Betreiben der SED von den sowjetischen Militärbehörden als erste Zeitung im Nachkriegsberlin wieder verboten.
Ewald Mendel starb 1952 in Wiesbaden in der Bundesrepublik.